# Deretrachys villiersi
Deretrachys villiersi är en skalbaggsart som beskrevs av Hüdepohl 1985. Deretrachys villiersi ingår i släktet Deretrachys och familjen långhorningar. Inga underarter finns listade i Catalogue of Life.